# Lierop
Lierop est un village situé dans la commune néerlandaise de Someren, dans la province du Brabant-Septentrional. Le 1er janvier 2009, le village comptait environ 2 148 habitants.

## Histoire
Lierop a été une commune indépendante jusqu'au 1er mai 1935, date de son rattachement à Someren.

## Notes et références

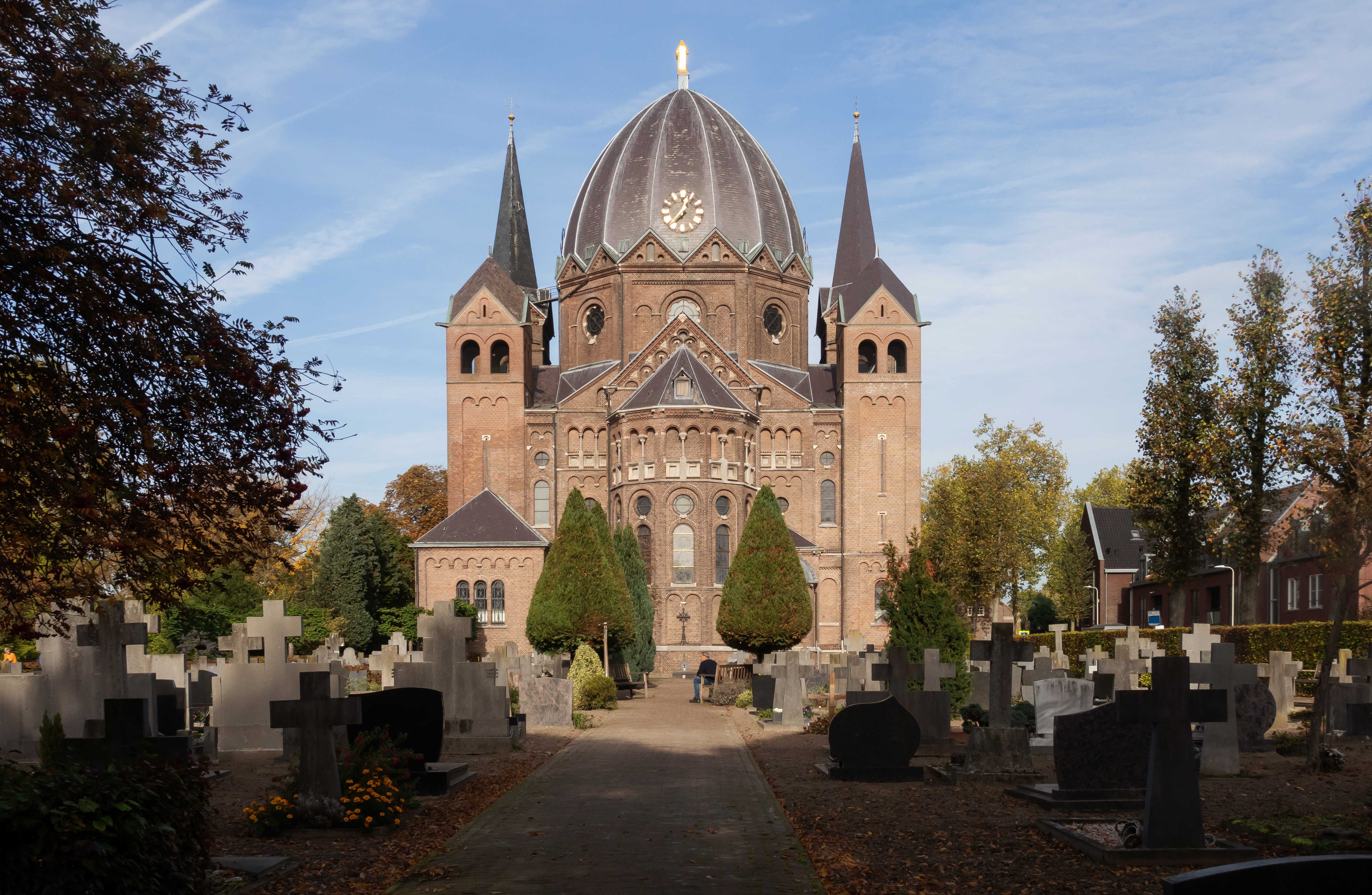
Lierop, l'église : Heilige Naam Jezuskerk.